# Gmina Zreče
Zreče – gmina w Słowenii. W 2002 roku liczyła 6443 mieszkańców.

## Miejscowości
Miejscowości wchodzące w skład gminy Zreče:

- Bezovje nad Zrečami
- Boharina
- Bukovlje
- Dobrovlje
- Čretvež
- Črešnova
- Gorenje pri Zrečah
- Gornja vas
- Gračič
- Koroška vas na Pohorju
- Križevec
- Lipa
- Loška Gora pri Zrečah
- Mala Gora
- Osredek pri Zrečah
- Padeški Vrh
- Planina na Pohorju
- Polajna
- Radana vas
- Resnik
- Rogla
- Skomarje
- Spodnje Stranice
- Stranice
- Zabork
- Zlakova
- Zreče – siedziba gminy